# Постійне кріплення
Постійне кріплення (рос. крепь постоянная, англ. permanent support; нім. endgültiger Ausbau m) — гірниче кріплення, розраховане на використання протягом тривалого терміну експлуатації (зазвичай на час експлуатації виробки). 
Як постійне кріплення може бути використана будь-яка конструкція, що має необхідну тримкість, надійність і довговічність. 